# Declaració sobre l'eliminació de la violència contra la dona
La Declaració sobre l'eliminació de la violència contra la dona es va adoptar, sense votació, per l'Assemblea General de les Nacions Unides per resolució 48/104 de 20 de desembre de 1993. Conté el reconeixement de “la urgent necessitat d'una aplicació universal a la dona dels drets i principis relatius a la igualtat, seguretat, llibertat, integritat i dignitat de tots els éssers humans”. Aquesta resolució es veu freqüentment com un complement i un reforç del treball de la Convenció sobre l'eliminació de totes les formes de discriminació contra la dona i la Declaració i Programa d'Acció de Viena. Recorda i encarna els mateixos drets i principis que els consagrats en instruments com la Declaració Universal dels Drets Humans, i els articles 1 i 2 presenten la definició més utilitzada per a referir-se a la “violència contra les dones”. Com a conseqüència d'aquesta resolució, el 1999, l'Assemblea General, encapçalada pel representant de la República Dominicana, va designar el 25 de novembre com el Dia internacional per a l'eliminació de la violència contra les dones.

## Antecedents
El reconeixement internacional que les dones tenen dret a una vida lliure de violència és recent. Històricament, les seves lluites amb la violència i amb la impunitat que sovint protegeix els autors, es vincula amb la seva lluita per superar la discriminació. Des de la seva fundació, les Nacions Unides s'ha ocupat de la promoció dels drets de les dones, però no s'ha dirigit específicament als alts índexs de violència contra les dones fins a 1993. Un dels objectius d'aquesta resolució va ser la de revertir la postura governamental prevalent que la violència contra les dones és un assumpte privat, domèstic que no requereixen la intervenció de l'Estat. Per a commemorar el Dia internacional de les dones de 8 de març de 1993, el Secretari General, Boutros Boutros-Ghali, va emetre una declaració en la preparació de la declaració, assenyalant de forma explícita el paper de l'ONU en la 'promoció' i 'protecció' dels drets de les dones:

“La lluita pels drets de la dona, i la tasca de crear unes noves Nacions Unides, capaç de promoure la pau i els valors que la nodreixen i la sostenen, són una i la mateixa cosa. Avui en dia, més que mai, la causa de la dona és la causa de tota la humanitat”
.

## Definició de “violència contra les dones”
Els articles 1 i 2 de la resolució proporcionen la definició més utilitzada de “violència contra les dones”.

Article 1:
Als efectes d'aquesta Declaració, per “violència contra les dones” s'entén tot acte de violència basat en la pertinença al sexe femení que tingui o pugui tenir com a resultat un dany o patiment físic, sexual o psicològic per a la dona, així com les amenaces d'aquests actes, la coacció o la privació arbitrària de la llibertat, tant si es produeix en la vida pública com en la vida privada.
Article 2:
S'entendrà que la violència contra la dona comprèn els actes següents, encara que sense limitar-s'hi::
(a) La violència física, sexual i psicològica que es produeix en la família, incloent-hi els maltractaments, l'abús sexual de les nenes a la llar, la violència relacionada amb la dot, la violació pel marit, la mutilació genital femenina i altres pràctiques tradicionals nocives per a la dona, els actes de violència perpetrats per altres membres de la família i la violència relacionada amb l'explotació.
(b) La violència física, sexual i psicològica perpetrades dintre de la comunitat en general, incloent-hi la violació, l'abús sexual, l'assetjament i la intimidació sexuals en el treball, en les institucions educatives i en altres llocs, el tràfic de dones i la prostitució forçosa.
(c) La violència física, sexual i psicològica perpetrada o tolerada per l'Estat, sigui on sigui que succeeixi.

## Relatora Especial sobre la violència contra la dona
Com a conseqüència de la declaració de 4 de març de 1994, la Comissió de Drets Humans va aprovar la resolució 1994/45, en què va decidir nomenar Radhika Coomaraswamy com la seva primera Relatora Especial de les Nacions Unides sobre la violència contra la dona, les seves causes i conseqüències. La Relatora Especial té el mandat de recopilar i analitzar les dades dels governs, òrgans dels tractats, organismes especialitzats, organitzacions no governamentals i altres parts interessades, i de respondre eficaçment a aquesta informació. A més, també té un paper en la formulació de recomanacions a nivell internacional, nacional i regional, així com en la coordinació amb altres relators especials, representants especials, grups de treball i experts independents de la Comissió de Drets Humans.
El 18 de juny de 2009, el Consell de Drets Humans va nomenar a Rashida Manjoo com a la tercera titular, després d'arribar a la fi el mandat de la seva predecessora, la Dra. Yakin Ertürk.

## Problemes
Molts defensors dels drets de les dones com a drets humans han expressat la seva preocupació que gran part del terreny guanyat per la declaració s'ha vist amenaçat per l'aparició de forces conservadores dins de la comunitat internacional. El març de 2003, durant una reunió de la Comissió de l'ONU de la condició de la dona, el delegat de l'Iran es va oposar a la inclusió d'un paràgraf que demanava als governs “condemnar la violència contra la dona i abstenir-se d'invocar cap costum, tradició o consideració religiosa per eludir la seva obligació de procurar eliminar-la, tal com s'estableix en la Declaració sobre l'eliminació de la violència contra la dona”. Els representants d'Egipte, Pakistan, Sudan i EUA també van plantejar objeccions, el que significà el primer fracàs diplomàtic d'aquesta Comissió.

## Campanyes
Cada any, el dia internacional per a l'eliminació de la violència contra les dones marca l'inici de “16 Dies d'activisme contra la violència de gènere”. Organitzacions de drets humans i altres grups s'uneixen per parlar en contra de la violència de gènere i per a promoure els drets i principis de la declaració.

El 10 d'abril de 2009, Amnistia Internacional va dur a terme una manifestació a Narayanghat, Nepal, per a posar en relleu la difícil situació dels activistes pels drets de les dones, després que l'estat nepalès no va protegir a dues activistes dels atacs violents i, finalment, van ser assassinades. Malgrat la ratificació de la declaració, Nepal va complir amb l'article 4-c que afirma la clara obligació dels Estats de: 
“Procedir amb la deguda diligència per tal de prevenir, investigar i, d'acord amb la legislació nacional, castigar tot acte de violència contra la dona, tant si es tracta d'actes perpetrats per l'Estat o per particulars”.